# いかり足
いかり足（いかりあし）は、株価のテクニカル分析において使用される指標。

## 概要
終値の表記に錨（↑・↓）のマークが使用されているもの。
棒足の進化系。
江戸時代には錨足が主流だったようである。
始値より終値が高い場合が↑、安い場合が↓と表記し、
棒足よりは騰落方向が明確になる利点がある。